# کوین گوهیری
کوین گوهیری (انگلیسی: Kévin Gohiri؛ زادهٔ ۴ دسامبر ۱۹۸۶) بازیکن فوتبال اهل فرانسه است.
از باشگاه‌هایی که در آن بازی کرده‌است می‌توان به باشگاه فوتبال گنگام، باشگاه فوتبال لیل، و باشگاه فوتبال لو مان اشاره کرد.